# John Blanche
Pour les articles homonymes, voir Blanche.
John Blanche est un illustrateur et sculpteur britannique né en 1948. Il est principalement connu pour son travail dans le domaine de l'imaginaire. 

## Biographie
John blanche a étudié au Nottingham Art College et à l'Université de Loughborough. Il travaille comme assistant dans le service pédagogique d'un musée avant que Roger Dean ne l'aide à se lancer comme illustrateur indépendant. Tout au long de ces années, il développe un gout pour le genre de la fantasy en s'inspirant notamment du monde créé par Tolkien.
Concepteur de figurines de wargames et illustrateur pour le magazine White Dwarf pour la gamme Warhammer Fantasy Battle , il intègre la société Games Workshop pour laquelle il réalise de nombreuses illustration et travaux de conception.  En 1977, il en devient le directeur artistique.
John Blanche est l'un des principaux initiateur de l'imagerie de Warhammer avec Bryan Ansell, Ian Miller & Adrian Smith.
Il contribue par ailleurs aux illustrations de nombreux livres-jeux, notamment Sorcellerie !. Il a également réalisé des illustrations pour le livre sur l'univers de la Terre du Milieu créé par J. R. R. Tolkien, Créatures de Tolkien (A Tolkien Bestiary, 1979) écrit par David Day.

## Œuvres

### Participation à divers livres et recueils
- "Battle of the Five Armies" et "Fall of Numenor" in David Day, A Tolkien Bestiary (1978)[6]
- The Prince and the Woodcutter, John Blanche & Henry Wolffe (1979)[7]
- Ratspike, John Blanche & Ian Millar (1989)[8]

### Chez Games Workshop

#### En anglais
- Forces of Fantasy Warhammer (1983)
- Sabbat (groupe) -"History of a Time to Come" (album couverture)
- Warhammer Fantasy Battle
- Warhammer Fantasy Roleplay
- Warhammer Armies: Orcs & Goblins
- Warhammer 40,000 (1987)[9]
- Codex (Warhammer 40,000)
- Dark Eldar
- Eldar, Codex
- Inquis Exterminatus
- The Emperor's Will: Agents of the Imperium

#### En français
- Pour la boîte Warhammer Battle deuxième ed. (en français) en 1984
  - Bestiaire de bataille
  - Magie guerrière
  - Combat

#### Revue
- White Dwarf magazine

### Livres jeux
- Sorcellerie !
- Loup Ardent
  - L'Ultime Combat de la Horde
  - Les Maîtres du Mal
- Double jeu
  - Issel le guerrier
  - Lothar le sorcier
  - Clovis le chevalier